# Axelle Carolyn
Axelle Carolyn, née en 1979 à Bruxelles, est une cinéaste et journaliste belge.

## Biographie

### Cinéma
Avant de pouvoir réaliser ses premiers films, Axelle Carolyn démarre une brève carrière d'actrice. En 2005, alors qu'elle rend visite au groupe de musique espagnol Fangoria, elle est repérée par l'équipe technique du thriller Beneath Still Waters, dans lequel elle incarne une fêtarde. En 2008, elle réalise deux caméos pour le long métrage Doomsday de Neil Marshall. En dehors de ses prises, elle assiste le concepteur d'effets de maquillage, tout en écrivant des notes sur les coulisses du film. La même année, elle tourne aux côtés de Leslie Simpson dans I Love You, écrit et réalisé par Tristan Versluis, puis dans les courts métrages d'horreur Neon Killer et Horrorshow. En 2009, Axelle Carolyn enchaîne les rôles de plus ou moins grande importance dans les productions A Reckoning, Psychosis, Centurion ou Blood + Roses,,.  
En 2011, elle écrit et réalise ses deux premiers courts métrages. The Last Post est présenté en avant-première au festival de cinéma canadien FanTasia, avant d'entamer une tournée des festivals de courts dans le monde. Le projet Hooked est diffusé sur la chaîne de télévision américaine Fearnet. L'année suivante, elle signe The Halloween Kid, lauréat du Best Avant-Garde Horror Short Film lors des Tabloid Witch Awards en 2012,.  
En 2013, la réalisatrice termine son premier long métrage Soulmate. La scène d'ouverture qui met en scène un suicide a été censurée au Royaume-Uni par la BBFC. Le film est présenté au Festival international du film de Catalogne, la même année. Axelle Carolyn est récompensée du Mary Shelley International Award for Best Director au Fantafestival. Son actrice principale, Anna Walton, décroche le prix de la meilleure performance au Fantasporto 2014 et au Knoxville Horror Film Fest 2014. 
En 2015, Axelle Carolyn a fait partie du jury du Festival international du film fantastique de Neuchâtel
Axelle Carolyn est à l'origine du film d'anthologie Tales of Halloween qu'elle coproduit avec Epic Pictures. Elle a écrit et dirigé son propre segment de ce projet collectif intitulé Grim Grinning Ghost,.

### Édition
De 2005 à 2009, Axelle Carolyn est journaliste et critique pour divers magazines et sites Web consacrés aux films d'horreur. En 2008, elle publie It Lives Again! Horror Movies in the New Millennium, une analyse complète et un aperçu de l'état du cinéma d'horreur au début du 21e siècle. Elle est lauréate pour ce travail du Silver Award remis à New York lors de la cérémonie des Book of the Year Awards. Elle a également édité plusieurs nouvelles dans des anthologies telles que Dark Delicacies III : Haunted et The Mammoth Book of Body Horror,.           

## Filmographie

### Comme actrice
- 2005 : La malédiction des profondeurs (Beneath Still Waters) de Brian Yuzna : une fêtarde
- 2008 : Doomsday de Neil Marshall : Podium maraudeur, la femme morte
- 2008 : I Love You de Tristan Versluis : la femme (court métrage)
- 2008 : Neon Killer de Ben Robinson (court métrage)
- 2008 : Horrorshow de Sophie Cowles, David William Hall, Ben Steiner, Giles Edwards et Ben Robinson : Jennifer (court métrage)
- 2009 : Red Light de Shaune Harrison : Emma Jones (court métrage)
- 2009 : Feral de Ryan Haysom : Audrey (court métrage)
- 2010 : Psychosis de Reg Traviss : Michele
- 2010 : Blood + Roses de Simon Aitken : Mary
- 2010 : Vision de Jamie Hooper : la visionneuse (court métrage)
- 2010 : Centurion de Neil Marshall : Aeron
- 2011 : A Reckoning de Andrew David Barker : une femme

### Comme réalisatrice
- 2011 : Hooked (court métrage)
- 2011 : The Last Post (court métrage)
- 2011 : The Halloween Kid  (court métrage)
- 2013 : Soulmate
- 2015 : Tales of Halloween de Darren Lynn Bousman, Adam Gierasch, Andrew Kasch, Neil Marshall, Lucky Mc Kee, Mike Mendez, Dave Parker, Ryan Schifrin, John Skipp et Paul Solet : le segment Grim Grinning Ghost
- 2021 : American Horror Story: Double Feature (saison 10, épisodes 4 et 10)
- 2021 : The Manor (en) avec Barbara Hershey et Bruce Davison
- 2021 : Creepshow (Saison 2, épisode 2 - saison 3, épisode 4)
- 2022 : The Midnight Club (Episodes 6 et 7)
- 2023 : Anne Rice's Mayfair Witches (Saison 1, épisodes 3 et 4)

## Publications
- It Lives Again! Horror Movies in the New Millennium, Telos Publishing, 200p, 2008,  (ISBN 1845830202)

## Distinctions
- 2008 : Silver Award pour It Lives Again! Horror Movies in the New Millennium, Book of the Year Awards, New York
- 2012 : Best Avant-Garde Horror Short Film pour The Halloween Kid, Tabloid Witch Awards
- 2014 : Mary Shelley International Award for Best Director pour Soulmate, Fantafestival
- 2016 : 3e place, Best Horror Film pour Tales of Halloween, Horror Society Award